# 布鲁斯·塔斯克
布鲁斯·塔斯克（英語：Bruce Tasker，1987年9月2日—），英国男子雪车运动员。他曾代表英国参加2014年冬季奥林匹克运动会雪车比赛，联同约翰·詹姆斯·杰克逊、斯图尔特·本森和乔尔·费伦获得男子四人铜牌。